# Verovering van Mekka
De Verovering van Mekka (Arabisch: فَتْحُ مَكَّةَ Fatḥu Makkah) was een militaire campagne geleid door Mohammed en zijn metgezellen. Ze veroverden Mekka in december 629 of januari 630. De val van de stad markeerde het einde van het conflict tussen de moslims en de Qoeraisj.
In 628 ging Mohammed met 1500 van zijn volgelingen naar Mekka voor de kleine bedevaart (oemrah). Per abuis dachten de Mekkanen dat de stad werd aangevallen. De onderhandelingen die volgden leidden tot het Verdrag van Hoedaibiya. Hiermee sloten de partijen vrede voor een periode van tien jaar. Daarnaast kregen stammen de keuze ofwel met de moslims of met de Qoeraisj een bondgenootschap aan te gaan. Als een stam aangevallen werd, kreeg het bondgenootschap waartoe die stam behoorde het recht een vergeldende aanval uit te voeren. In 629 voerde de Banu Bakr, gelieerd aan de Qoeraisj, een aanval uit op de Banu Khuza'ah, gelieerd aan de moslims. Ze waren hierbij van wapens voorzien van een aantal leden van de Qoeraisj. Dit werd gezien als een schending van het verdrag. Aboe Sufyan, de leider van de Qoeraisj, reisde naar Medina om opnieuw te onderhandelen over een verdrag maar dit mocht niet meer baten.
Mohammed viel vervolgens met een leger van 10.000 man Mekka aan. Mohammed beval zijn troepen alleen te vechten tegen mensen die weerstand boden. Iedereen die thuis bleef of zich in Aboe Sufyans huis of bij de Kaäba schuilhield, werd gespaard. Een groepje van ongeveer acht mensen moest hoe dan ook gedood worden, zelfs als ze zich in de Kaäba verstopten. Slechts twee moslims stierven. Ze waren ruiters onder leiding van Khalid ibn Walid maar ze raakten hem kwijt en sneuvelden toen ze een andere route namen. Aan de kant van de Mekkanen stierven 12 of 13 mensen. Aboe Sufyan kreeg de keuze zich tot de islam te bekeren of te worden gedood; hij koos voor het eerste.
Na de verovering van de stad sloeg Mohammed met een stok 360 afgodsbeelden rond de Kaäba kapot terwijl hij zei: "De waarheid is gekomen en de valsheid is ten onder gegaan. Want voorzeker, de valsheid gaat ten onder." (Soera de Nachtreis 81) Hierna beval hij de beelden te verbranden. Hij verklaarde dat het voortaan verboden was bloed te vergieten of bomen om te kappen in Mekka.